# بومگارتن بای گناس
بومگارتن بای گناس (به آلمانی: Baumgarten bei Gnas) یک منطقهٔ مسکونی در اتریش است که در زودوست‌اشتایرمارک واقع شده‌است. بومگارتن بای گناس ۸٫۹۷ کیلومتر مربع مساحت دارد ۳۳۰ متر بالاتر از سطح دریا واقع شده‌است.